# Isabel Loza
Isabel Loza (n. 1982, La Paz) es una ecóloga y bióloga boliviana. Es miembro del Herbario Nacional de Bolivia desde 2001. Ha trabajado en la familia de las mirtáceas, con énfasis en el género Siphoneugena.
Participa en varios proyectos de estudios focalizados en la flora tropical boliviana.

## Publicaciones

### Libros
- Isabel Loza, m. Moraes R., p.m.v. Jørgensen. 2010. Variación de la diversidad y composición florística en relación a la elevación en un bosque montano boliviano (PNANMI Madidi). Ecología en Bolivia 45 (2): 87-100

- La abreviatura «Loza» se emplea para indicar a Isabel Loza como autoridad en la descripción y clasificación científica de los vegetales.[2]